# Diez de Abril, Altamirano
Diez de Abril är en ort i Mexiko.   Den ligger i kommunen Altamirano och delstaten Chiapas, i den sydöstra delen av landet, 800 km öster om huvudstaden Mexico City. Diez de Abril ligger 1 194 meter över havet och antalet invånare är 105.
Terrängen runt Diez de Abril är huvudsakligen kuperad. Diez de Abril ligger nere i en dal. Runt Diez de Abril är det ganska glesbefolkat, med 30 invånare per kvadratkilometer. Närmaste större samhälle är Veinte de Noviembre, 8,6 km sydväst om Diez de Abril. I omgivningarna runt Diez de Abril växer i huvudsak städsegrön lövskog.